# Diazirine

Algemene structuurformule van een diazirine.

Een diazirine is een tot de azoverbindingen behorende stofklasse in de organische chemie. In essentie is het een heterocyclische driering waarin een dubbele binding tussen twee stikstofatomen voorkomt. Diazirines zijn zeer reactieve verbindingen.

## Synthese
Er bestaan een aantal synthesemethoden voor diazirines. Een populaire methode vertrekt van een keton, dat eerst omgezet wordt in een oxime. Vervolgens wordt de hydroxylgroep getosyleerd en behandeld met ammoniak. Hierbij ontstaat het diaziridine:
Het diaziridine wordt nu nog geoxideerd, doorgaans via een Jones-oxidatie met chroom(VI)oxide:

## Eigenschappen en toepassingen
Een diazirine zal na bestraling met ultraviolet licht van een welbepaalde golflengte uiteenvallen in een carbeen en stikstofgas:
Het ontwijken van stikstofgas is de thermodynamisch drijvende kracht voor dit proces. Het ontstane carbeen is zeer reactief en kan snel covalente bindingen vormen met tal van andere stoffen. Om deze reden worden diazirines gebruikt in de chemische biologie als fotoaffiniteitsmerkers: door een diazirine in te bouwen in bijvoorbeeld een ligand voor een enzym, kan dit ligand covalent worden gebonden na bestraling met ultraviolet licht.